# Prismognathus piluensis
Prismognathus piluensis là một loài bọ cánh cứng trong họ Lucanidae. Loài này được Sakaino mô tả khoa học năm 1992.